# 関下有知駅
関下有知駅（せきしもうちえき）は、岐阜県関市下有知にある、長良川鉄道越美南線の駅である。駅番号は9。
開業当初は中濃西高前駅（ちゅうのうにしこうまええき）と称したが、学校統合（2004年）に伴い校名が変更となったため、現駅名に改称された。

## 歴史
- 1986年（昭和61年）12月11日：国鉄越美南線の長良川鉄道への転換と同時に中濃西高前駅（ちゅうのうにしこうまええき）として新設[1]。
- 2004年（平成16年）4月1日：中濃西高等学校が中濃高等学校と統合され、関有知高等学校となる。
- 2006年（平成18年）4月1日：関下有知駅（せきしもうちえき）に改称。

## 駅構造
単式ホーム1面1線を有する地上駅。無人駅である。ホームは関を向いて右側にあり、出入口はホームの両端にある。なお、美濃市寄り（北側）の出入口付近には飲み物の自動販売機と市営駐輪場がある。

## 利用状況
| 年度               | 1日平均乗車人員 |
| ------------------ | --------------- |
| 2011年（平成23年） | 76              |
| 2012年（平成24年） | 56              |
| 2013年（平成25年） | 40              |
| 2014年（平成26年） | 74              |
| 2015年（平成27年） | 91              |

## 駅周辺

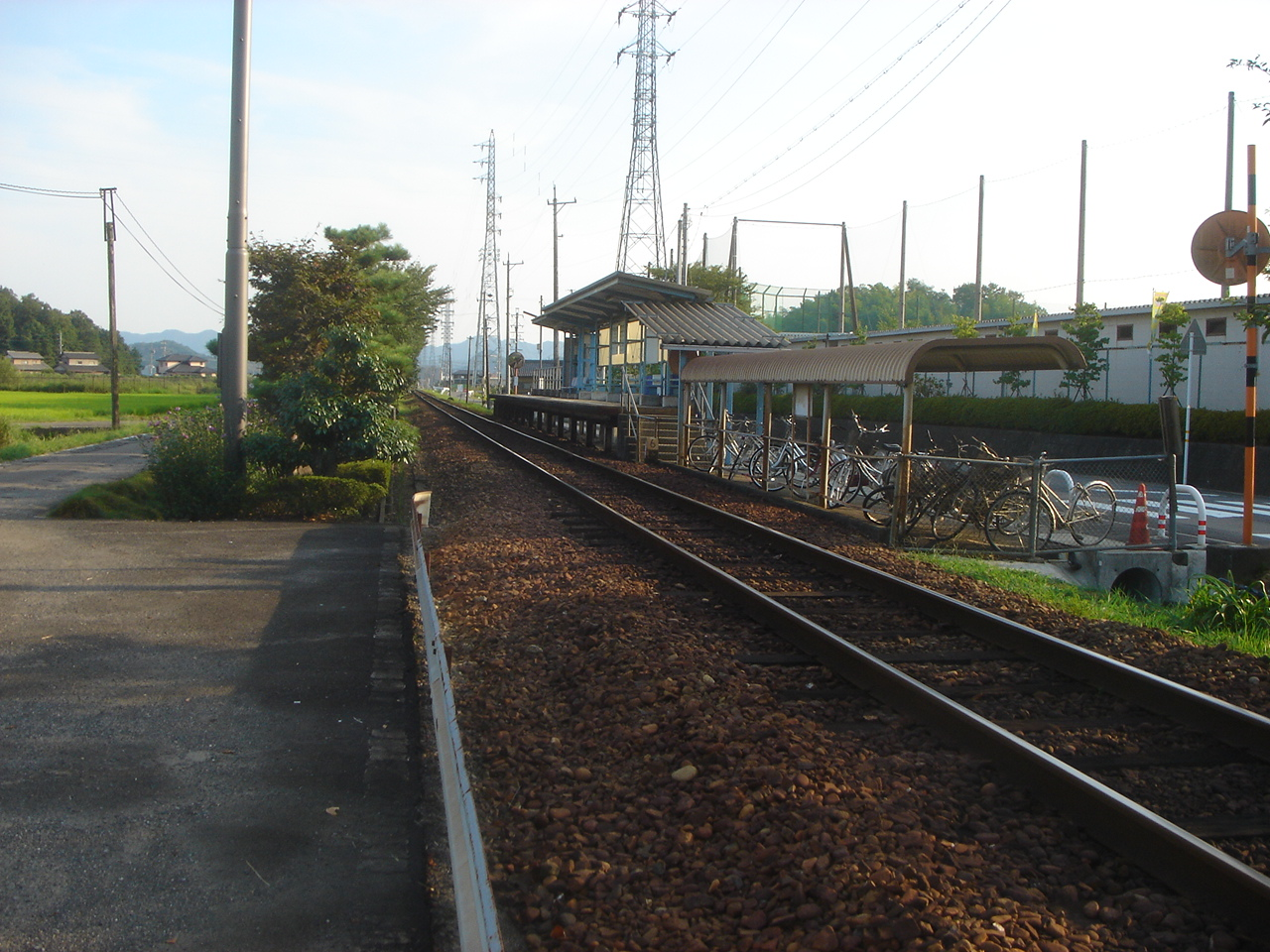
駅北東側より
（右側の道路を挟んで関有知高校校門がある）

- 岐阜県立関有知高等学校
- 関市立下有知中学校
- トーヨーキッチン関工場
- 関テクノハイランド
- 岐阜県道281号関美濃線

## 隣の駅
長良川鉄道
■越美南線
関市役所前駅（8） - 関下有知駅（9） - 松森駅（10）